# Kai Shibato
Kai Shibato (født 24. november 1995) er en japansk fodboldspiller.
Han har spillet for flere forskellige klubber i sin karriere, herunder Urawa Reds.